# Hôtel des évêques de Maillezais

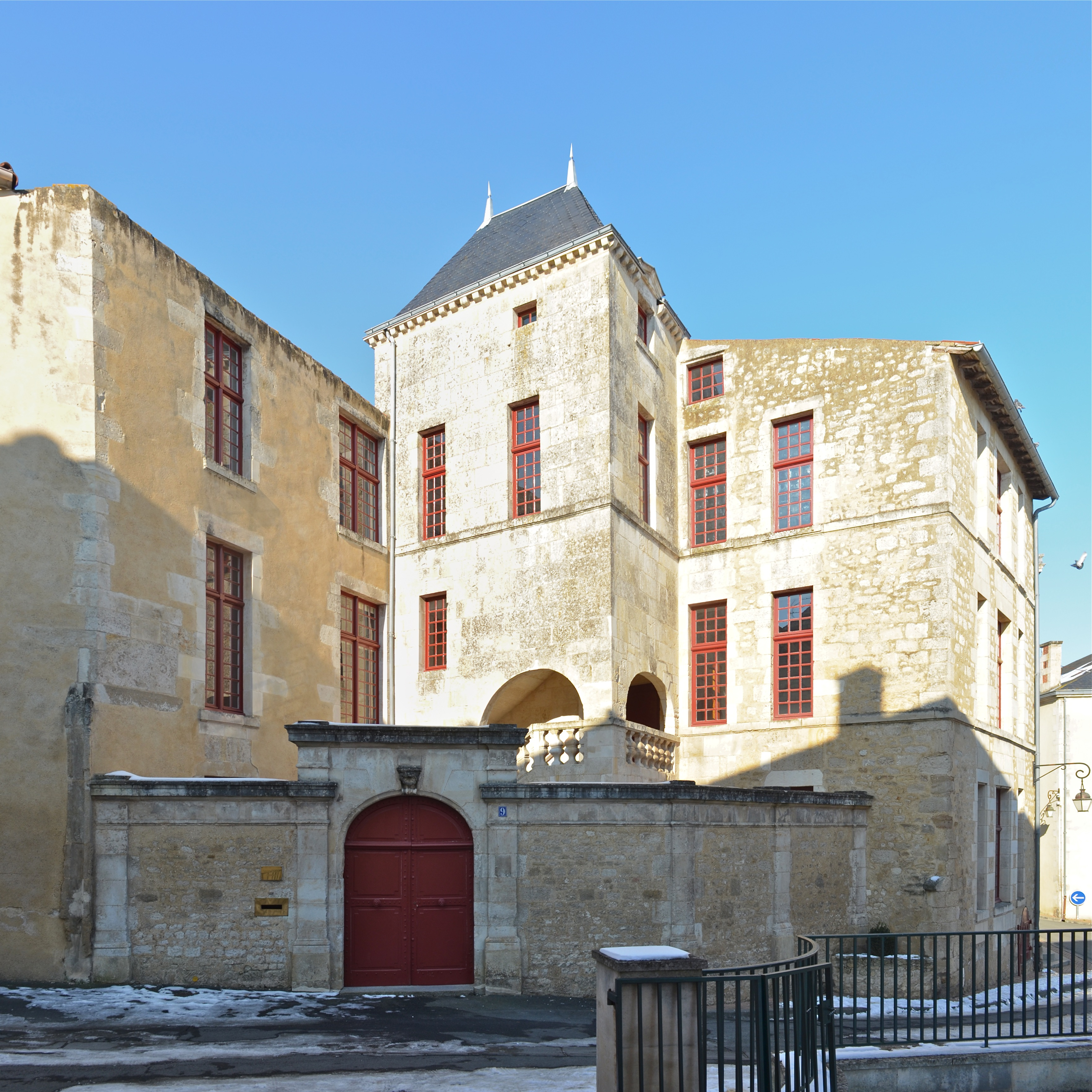
Hôtel des évêques de Maillezais in Fontenay-le-Comte

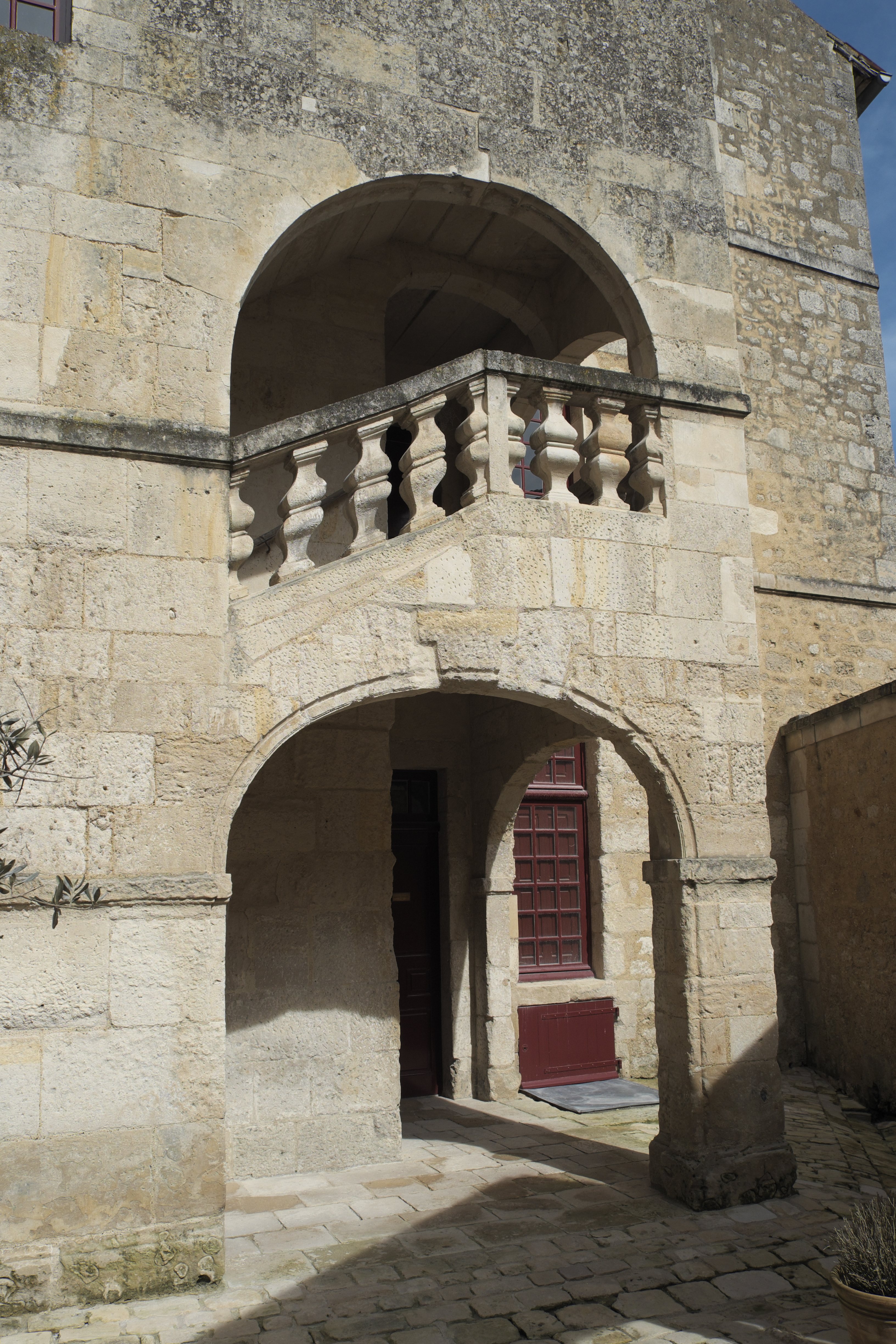
Treppenhaus

Das Hôtel des évêques de Maillezais (deutsch Haus der Bischöfe von Maillezais) in Fontenay-le-Comte, einer Stadt im Département Vendée in der Region Pays de la Loire, wurde im zweiten Viertel des 17. Jahrhunderts errichtet. Das Hôtel particulier in der Rue du Pont-aux-Chèvres Nr. 9 ist seit 1988 als Monument historique geschützt.
Das Haus, das östlich der katholischen Pfarrkirche Notre-Dame-de-l’Assomption steht, wurde im Stil der Renaissance erbaut. Laut neueren Forschungen haben die Bischöfe von Maillezais, als sie in den Jahren 1631 bis 1648 in Fontenay-le-Comte residierten, nicht in dem Gebäude gewohnt.
Das Stadtpalais wurde auf den Kellergewölben des Vorgängerbaus aus dem 15./16. Jahrhundert errichtet.